# Игнис Бруненсис
Игнис Бруненсис (лат. Ignis Brunensis; Огни Брно) — международный конкурс фейерверков в Чехии в городе Брно, проводящийся с конца мая до начала июня.

## История
Первый конкурс был в 1998 году, однако до 2003 года это был или только национальный конкурс (1998, 2000, 2002 года), или вне конкурентная выставка (1999, 2001 года). С 2003 года конкурс получил статус международного, в котором участвуют 4-5 участников.

## Галерея

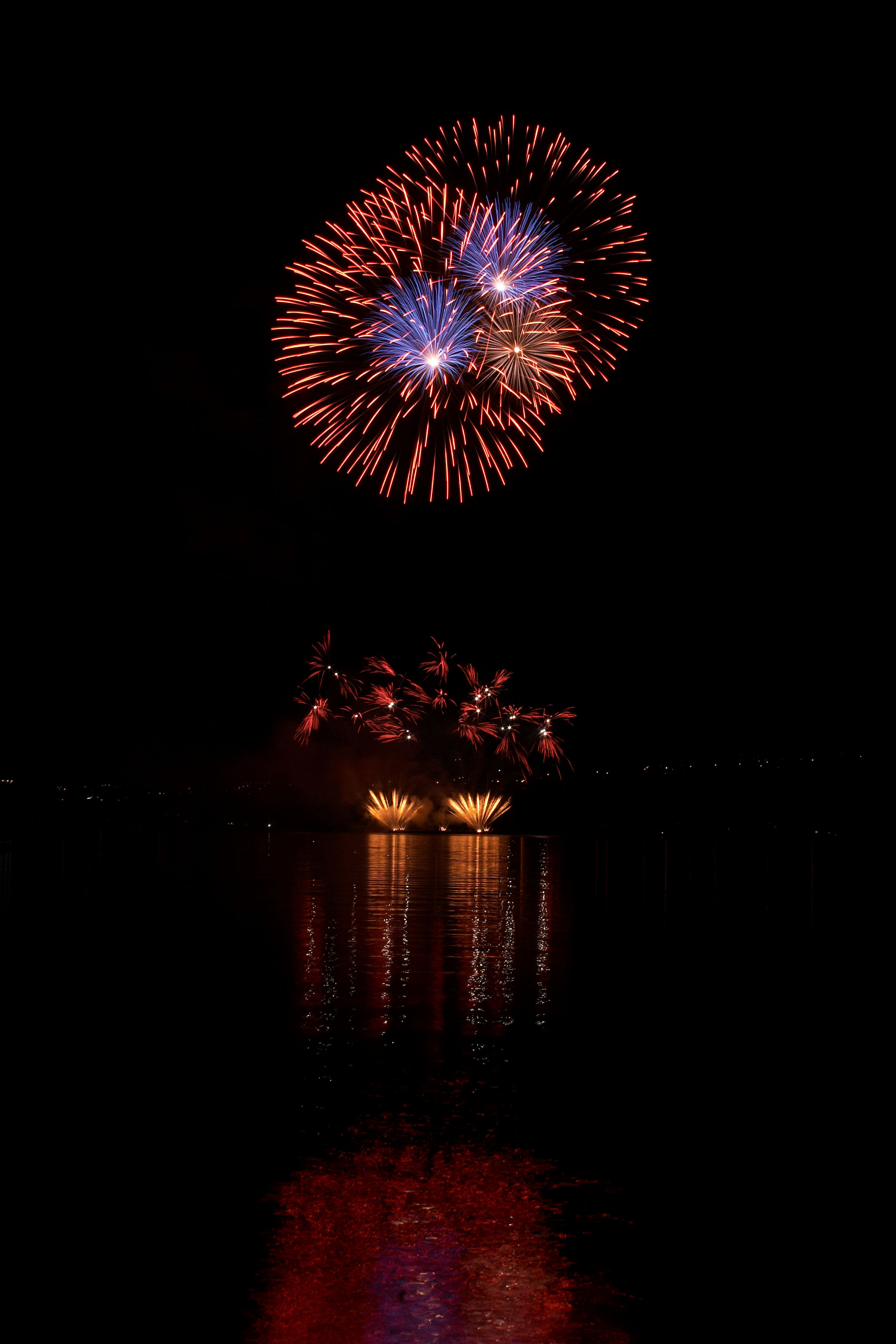
Игнис Бруненсис 2006
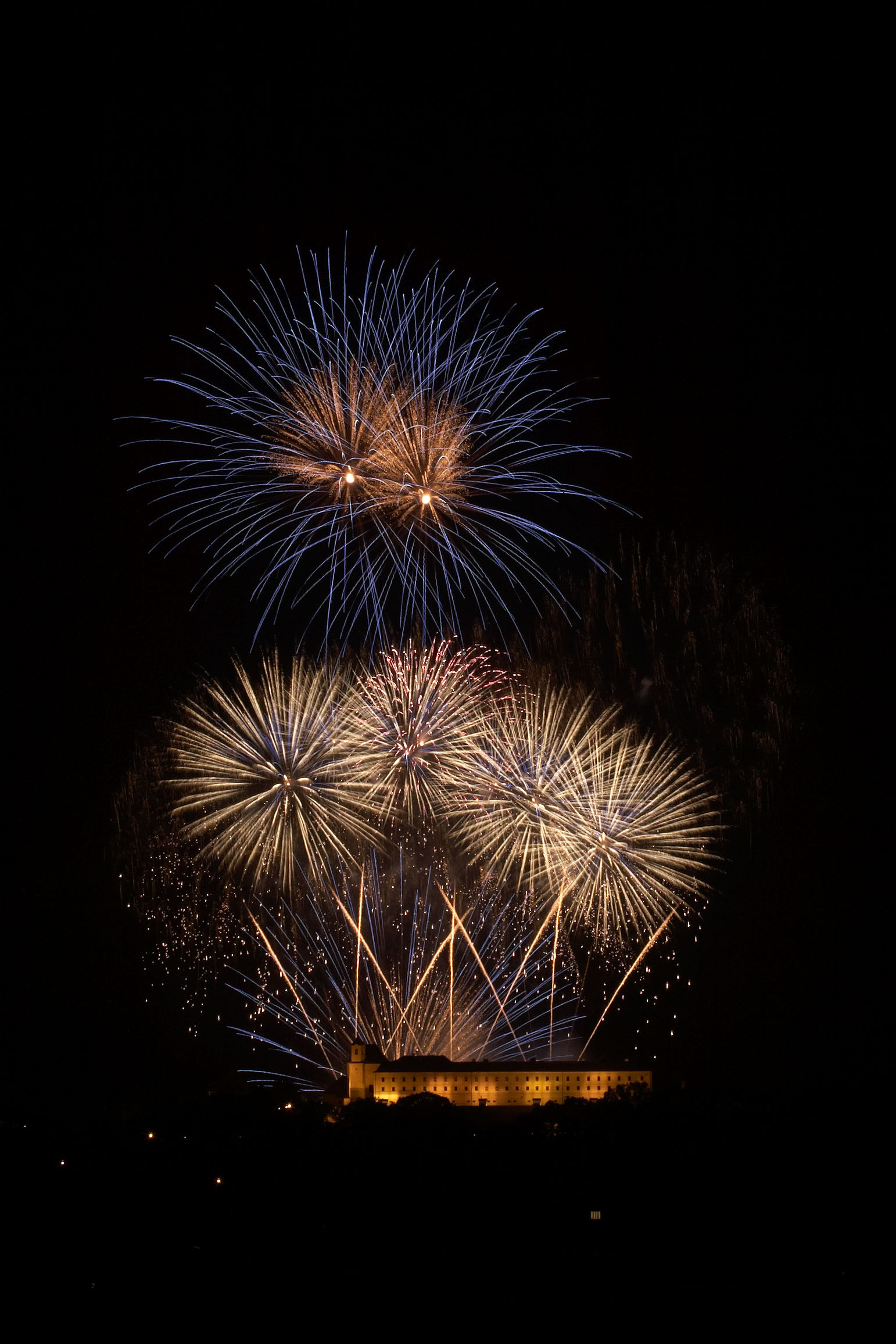
Игнис Бруненсис 2007
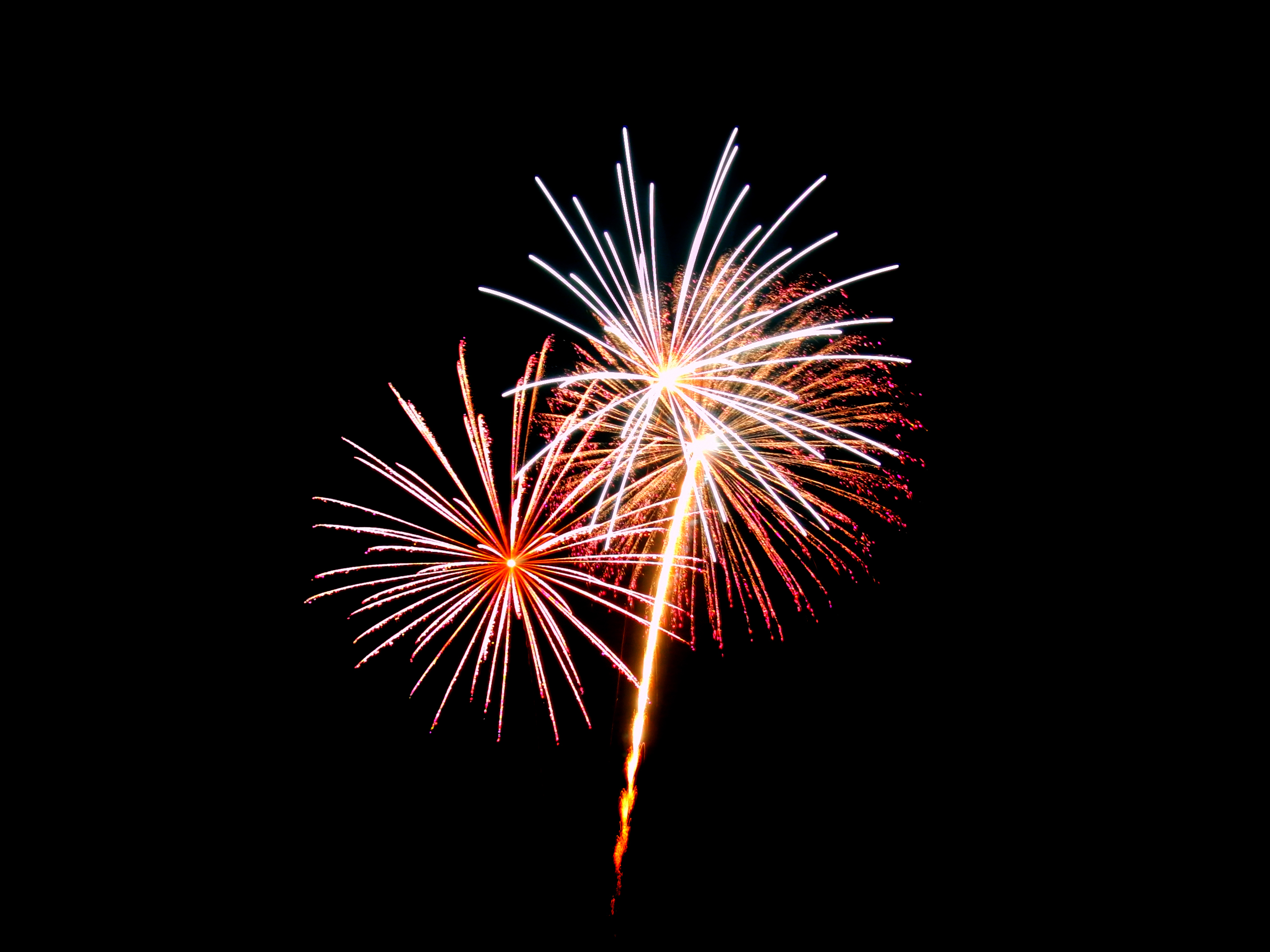
Игнис Бруненсис 2008
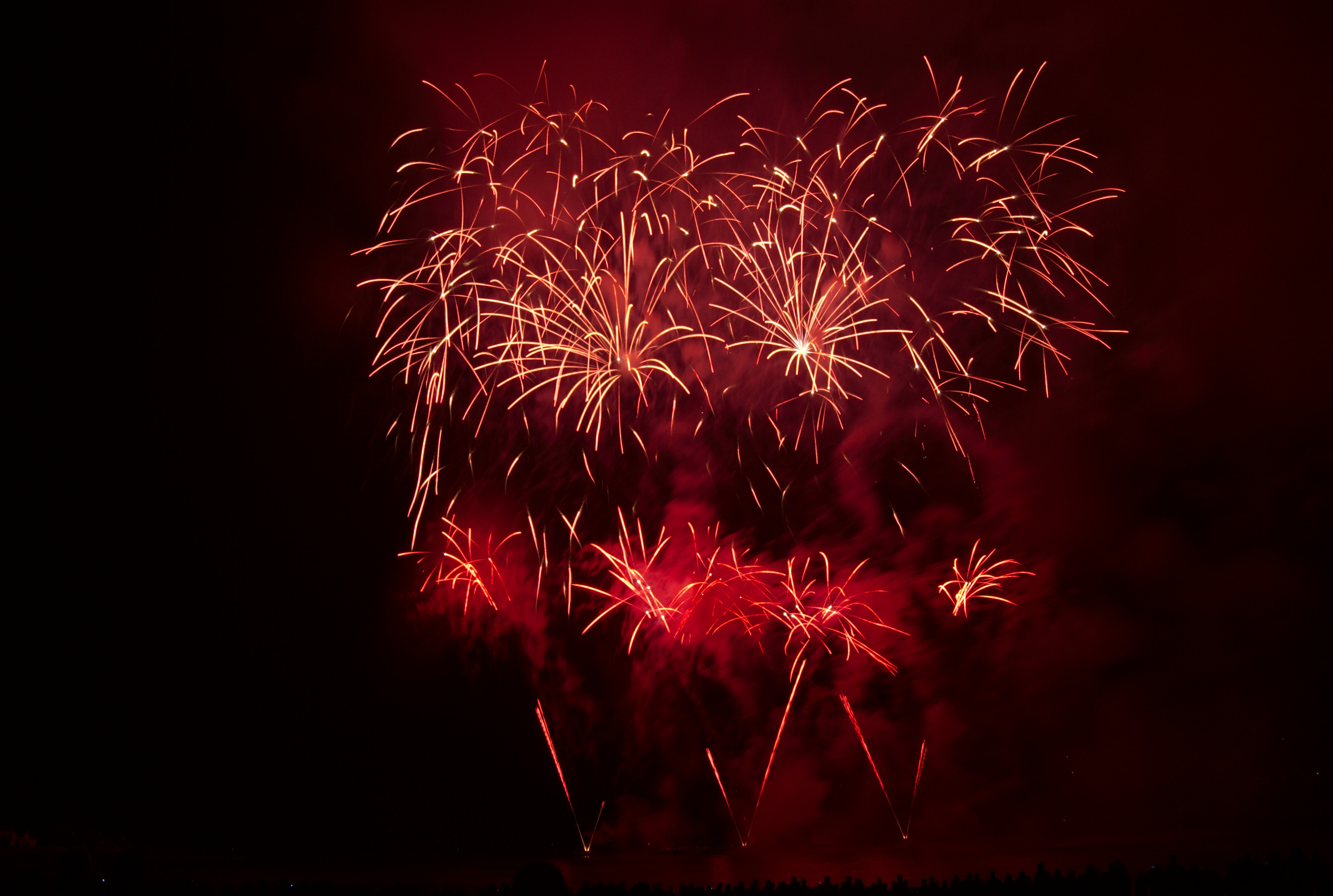
Игнис Бруненсис 2009
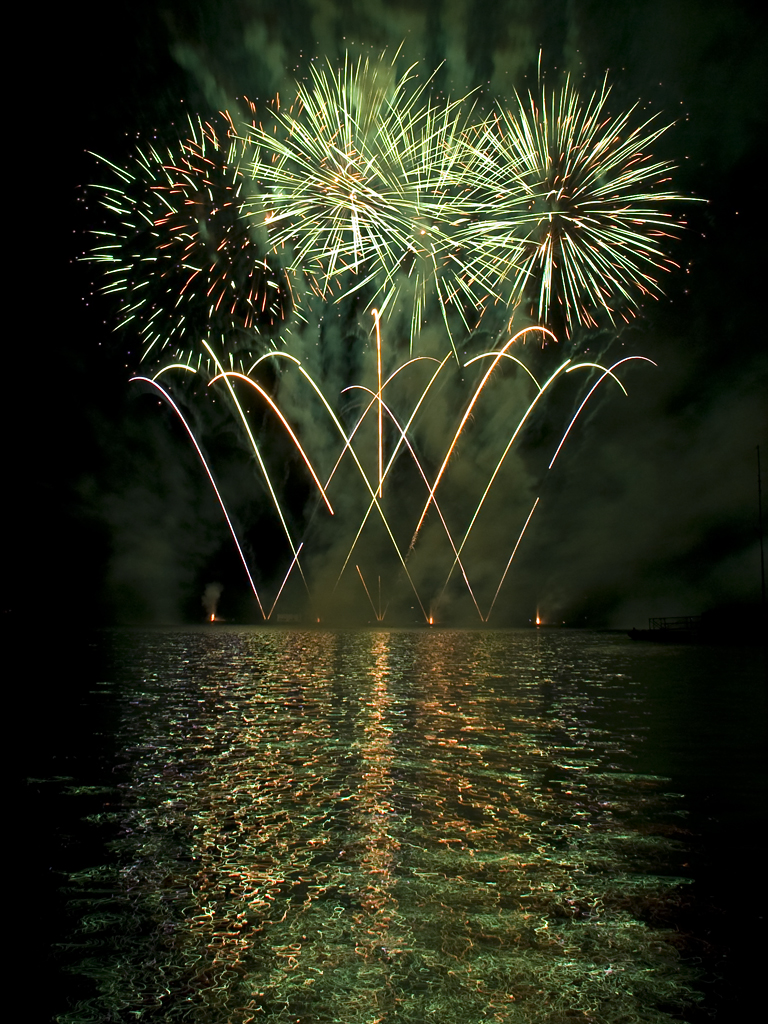
Игнис Бруненсис 2010
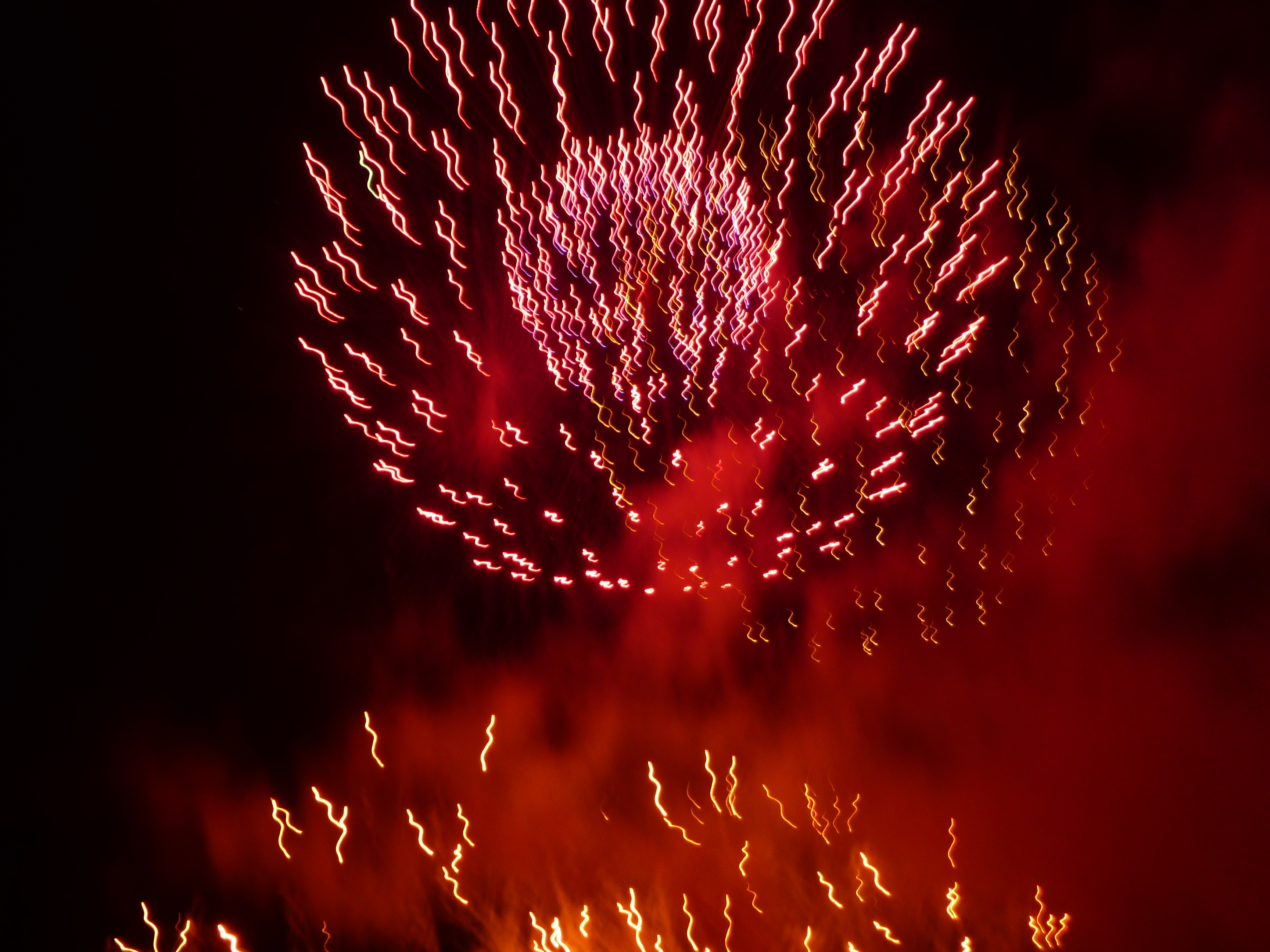
Игнис Бруненсис 2011